# 大間野町
大間野町（おおまのちょう）は、埼玉県越谷市の町名。現行行政地名は大間野町一丁目から五丁目。郵便番号は343-0844。

## 地理
埼玉県越谷市の南西部に位置する。草加市と接する。南側を綾瀬川、中央を末田用水が流れる。

## 歴史
- 1972年（昭和47年）11月1日 - 大字大間野の大部分と大字七左衛門の一部から大間野町一丁目〜五丁目が成立。同時に大字大間野の残部は七左町となり、大字部分は消滅。

## 世帯数と人口
2018年（平成30年）3月1日現在の世帯数と人口は以下の通りである。
| 丁目           | 世帯数    | 人口    |
| -------------- | --------- | ------- |
| 大間野町一丁目 | 308世帯   | 693人   |
| 大間野町二丁目 | 391世帯   | 886人   |
| 大間野町三丁目 | 246世帯   | 541人   |
| 大間野町四丁目 | 449世帯   | 1,077人 |
| 大間野町五丁目 | 353世帯   | 878人   |
| 計             | 1,747世帯 | 4,075人 |

## 小・中学校の学区
市立小・中学校に通う場合、学区は以下の通りとなる。
| 丁目           | 番地 | 小学校               | 中学校               |
| -------------- | ---- | -------------------- | -------------------- |
| 大間野町一丁目 | 全域 | 越谷市立大間野小学校 | 越谷市立武蔵野中学校 |
| 大間野町二丁目 | 全域 | 越谷市立大間野小学校 | 越谷市立武蔵野中学校 |
| 大間野町三丁目 | 全域 | 越谷市立大間野小学校 | 越谷市立武蔵野中学校 |
| 大間野町四丁目 | 全域 | 越谷市立大間野小学校 | 越谷市立武蔵野中学校 |
| 大間野町五丁目 | 全域 | 越谷市立大間野小学校 | 越谷市立武蔵野中学校 |

## 交通

### 鉄道
地域内に鉄道は敷設されていない。最寄り駅は蒲生駅となっている。

### 道路
- 国道4号
- 埼玉県道324号蒲生岩槻線

## 施設
- 越谷市立大間野小学校
- 越谷市立武蔵野中学校
- 小牧幼稚園
- こまき保育園
- 大念山正福寺
- 日本エレベーター製造
- 旧中村家住宅
- 大間野町第一公園